# Bärö (Kumlinge, Åland)
Bärö med Skaftö är en ö i Åland (Finland). Den ligger i Skärgårdshavet och i kommunen Kumlinge i landskapet Åland, i den sydvästra delen av landet. Ön ligger omkring 48 kilometer nordöst om Mariehamn och omkring 230 kilometer väster om Helsingfors.
Öns area är 2,19 kvadratkilometer och dess största längd är 3 kilometer i sydväst-nordöstlig riktning. Ön höjer sig omkring 20 meter över havsytan.

## Delöar och uddar
- Bärö 60°17′56″N 20°44′46″Ö / 60.299°N 20.7462°Ö
- Skaftö 60°17′19″N 20°44′08″Ö / 60.28874°N 20.73555°Ö
- Ovanholmen 60°17′58″N 20°45′36″Ö / 60.29934°N 20.76012°Ö (udde)
- Bärö näset 60°17′36″N 20°45′33″Ö / 60.29345°N 20.7592°Ö (udde)
- Skaftudden 60°16′50″N 20°43′53″Ö / 60.28051°N 20.73145°Ö (udde)
- Svartudden 60°18′17″N 20°44′21″Ö / 60.30479°N 20.7393°Ö (udde)
- Skaftö edet 60°17′40″N 20°44′05″Ö / 60.29432°N 20.73477°Ö (udde)
- Bokilsörarna 60°17′32″N 20°44′50″Ö / 60.29233°N 20.74717°Ö (udde)
- Skaftörarna 60°17′26″N 20°44′18″Ö / 60.29045°N 20.73825°Ö (udde)